# رائوراکی
رائوراکی، رائوریکی یا رائوراچی یک قبیله کوچک گالی بودند که در منطقه راین علیا، در اطراف شهر امروزی بازل، در طول عصر آهن و دوره روم، ساکن بودند.
این قبیله از مردمان سلتی بودند که در زمره گال‌ها قرار می‌گرفتند و در نبرد بیبراکته علیه ژولیوس سزار همراه هلوتی شرکت داشتند.

## نام‌شناسی
سزار (اواسط قرن اول قبل از میلاد) از آن‌ها به‌عنوان رائوراکیس و رائوراکوروم، رائوریکی (var. -aci) توسط پلینی (قرن اول پس از میلاد)، و رائوراسینز در اعلامیه افتخارات (Notitia Dignitatum) (قرن پنجم قبل از میلاد) نام برده شده‌است.
در منابعی نیز نام قومی رائوراکی از نام سلتی باستانی رودخانه روهر، رائورا گرفته شده‌است.